# Vanmanenia striata
Vanmanenia striata és una espècie de peix de la família dels balitòrids i de l'ordre dels cipriniformes.
Els adults poden assolir els 6,4 cm de longitud total. Es troba a Yunnan (Xina).